# Rapture
Rapture (engl. „Entrückung“) ist ein Lied von Blondie aus dem Jahr 1980, das von Deborah Harry und Chris Stein geschrieben wurde.

## Geschichte
Rapture kombiniert die Richtungen New Wave, Pop, Funk und enthält in der zweiten Hälfte ausgedehnte Rap-Passagen. Rapper’s Delight von der Sugarhill Gang war 1979 der erste erfolgreiche Hip-Hop-Song. Rapture war neben Kurtis Blows The Breaks der zweite Rapsong, der eine Goldene Schallplatte erhielt und der erste, der ein Nummer-eins-Hit wurde. In den Rapzeilen befinden sich Verweise auf die Hip-Hop-Pioniere Fab 5 Freddy und Grandmaster Flash.
Am 12. Januar 1981 als Single veröffentlicht, wurde der Song in den Vereinigten Staaten zu einem Nummer-eins-Hit.

## Verwendung in der populären Kultur
- Der Song wird im Hip-Hop-Film Wild Style (1983) verwendet.
- Er taucht im Film Eine Nacht in New York (1999) auf.
- Das Lied findet Verwendung im Film Nach 7 Tagen – Ausgeflittert (2007)
- Rapture ist im Film Helden der Nacht – We Own the Night (2007) zu hören.
- Blondies Version wird gespielt in der TV-Serie Nip/Tuck.
- Rapture ist im Film Shame (2011) zu hören.
- Der Song wird in der Serie The Boys (2019) parodiert.

## Musikvideo
Das Musikvideo wurde in East Village, Manhattan gedreht. Zu Beginn des Videos geht ein weißgekleideter Mann (gespielt von Fab 5 Freddy) tanzend zu einem Fenster; dort findet eine Party statt. Während eines Rundganges singt Deborah Harry den Song sowohl dort als auch in der Innenstadt und spricht den DJ der Party an. Danach wiederholen sich einige Szenen in Fadeouts. In der Innenstadt gehen die Mitglieder von Blondie und der weißgekleidete Mann zu einem Club, den sie am Ende verlassen. 1981 war dies das erste Rap-Video, das bei MTV ausgestrahlt wurde.

## Rezeption

### Chartplatzierungen
| ChartsChartplatzierungen       | Höchstplatzierung | Wochen |
| ------------------------------ | ----------------- | ------ |
| Deutschland (GfK)              | 40 (13 Wo.)       | 13     |
| Vereinigte Staaten (Billboard) | 1 (20 Wo.)        | 20     |
| Vereinigtes Königreich (OCC)   | 5 (8 Wo.)         | 8      |

| ChartsJahrescharts (1981)      | Platzierung |
| ------------------------------ | ----------- |
| Vereinigte Staaten (Billboard) | 15          |

### Auszeichnungen für Musikverkäufe
| Land/Region               | Auszeichnungen für Musikverkäufe (Land/Region, Auszeichnung, Verkäufe) | Verkäufe  |
| ------------------------- | ---------------------------------------------------------------------- | --------- |
| Vereinigte Staaten (RIAA) | Gold                                                                   | 1.000.000 |
| Insgesamt                 | 1× Gold ·                                                              | 1.000.000 |

## Coverversionen
- 1981: Grandmaster Flash & the Furious Five (The Adventures of Grandmaster Flash on the Wheels of Steel)
- 1989: Jungle Brothers (In Dayz 2 Come)
- 1996: Foxy Brown feat. Jay-Z (I’ll Be)
- 1997: Erasure
- 1997: KRS-One (Step Into a World (Rapture’s Delight))
- 1998: Joe Pesci (Wise Guy)
- 2006:
  - The Doors vs. Blondie (Rapture Riders)
  - Nicole (APT)
- 2007: Dub Pistols feat. Terry Hall
- 2010: Alicia Keys